# Universidade de Trás-os-Montes e Alto Douro
A Universidade de Trás-os-Montes e Alto Douro (sigla: UTAD) é uma universidade pública localizada na cidade de Vila Real, em Portugal. Fundada em 1973 como Instituto Politécnico de Vila Real (IPVR), com o objetivo de estender o ensino superior ao interior do país, rapidamente ascendeu à categoria de universidade em 1986, adotando a atual designação. Embora sendo uma das universidades mais jovens do país, ganhou no panorama universitário nacional e internacional, um espaço reconhecido como centro académico de inovação e qualidade, com uma visão estratégica para o futuro que contempla também o desenvolvimento da região onde está integrada.

## História
A história da Universidade de Trás-os-Montes e Alto Douro começa a desenhar-se a 6 de junho de 1973, data em que um conjunto de personalidades com a missão de aumentar a implementação do ensino superior no interior norte de Portugal, se reúne na cidade do Porto com a Comissão de Coordenação e Desenvolvimento Regional do Norte, onde se propôs a criação de um Instituto Politécnico na região de Trás-os-Montes e Alto Douro, tendo sido escolhida a cidade de Vila Real e então criado o Instituto Politécnico de Vila Real (IPVR). Menos de um ano depois, a 2 de março de 1974, tomava posse a primeira comissão instaladora e a 2 de dezembro de 1975 tinha início o primeiro ano letivo, com a entrada em funcionamento dos cursos de bacharelato em Produção Vegetal, Produção Animal e Produção Florestal, com aulas no salão do Quartel dos Bombeiros Voluntários da Cruz Verde, em Vila Real.
A 14 de setembro de 1979, o IPVR foi elevado a Instituto Universitário, adotando a designação de Instituto Universitário de Trás-os-Montes e Alto Douro (IUTAD). Em face do reconhecimento universal da sua intensa atividade nos domínios do ensino e da investigação científica e tecnológica aliados ao desenvolvimento regional e reunindo características que permitiam a sua reclassificação e promoção, nomeadamente um número de alunos superior a 1.100, o que à data representava uma taxa de crescimento de cerca de 300% desde 1981, assim como a diversificação das áreas de ensino, com a introdução de licenciaturas em Enologia, Ensino de Biologia e Geologia, Português-Francês, Português-Inglês e Inglês-Alemão, entre outras, ascendeu à categoria de Universidade, pelo Decreto-Lei nº 60/86, de 22 de março, dando finalmente origem à atual Universidade de Trás-os-Montes e Alto Douro (UTAD).
Desde então, a preocupação com o desenvolvimento regional tem vindo a ser focada na transferência do conhecimento, com efeito na competitividade e atratividade dos territórios do interior do país, de que são exemplos a fundação e instalação do Regia Douro Park - Parque de Ciência e Tecnologia e o Centro de Excelência da Vinha e do Vinho, mas também na criação de espaços de incubação e desenvolvimento de empresas, incentivando o empreendedorismo e promovendo as ligações ao mundo empresarial como fonte potencial de inserção dos estudantes no mercado de trabalho, potencializadas pelo Douro Business Center. Afirmando-se também como Eco-Universidade, funcionando num eco-campus com gestão ambiental exemplar, que é hoje um dos maiores jardins botânicos da Europa (Jardim Botânico da UTAD), onde podem ser observadas espécies vindas dos quatro cantos do mundo.
De acordo com os seus estatutos, esta universidade, que tem como objetivos fundamentais o ensino, a investigação, a extensão e apoio à comunidade, deverá constituir um centro de excelência para a educação permanente e para a criação, transmissão e difusão da cultura, da ciência e da tecnologia. A UTAD tem o seu próprio espaço no seio do ensino superior em Portugal pois contribui para que as carências detetadas quanto a cursos de interesse nacional sejam satisfeitas, escolhendo áreas ainda não esgotadas quanto ao mercado de trabalho.

## Localização
A Universidade de Trás-os-Montes e Alto Douro está situada na freguesia de Folhadela, dentro do perímetro urbano da cidade de Vila Real, no campus denominado de Quinta de Prados, mas que integra também a Quinta de Nossa Senhora de Lourdes. Aqui funcionam 4 escolas de cariz universitário distribuídas por diversos edifícios:
- Edifício de Ciências Agrárias (Pólo 1 da Escola de Ciências Agrárias e Veterinárias)
- Edifício da Engenharia Rural (Pólo 2 da Escola de Ciências Agrárias e Veterinárias)
- Edifício das Ciências Florestais (Pólo 2 Colectivo da Escola de Ciências Agrárias e Veterinárias e da Escola de Ciências e Tecnologias)
- Edifício das Engenharias 1 (Pólo 1 da Escola de Ciências e Tecnologias)
- Edifício das Geociências (Pólo 1 da Escola de Ciências da Vida e do Ambiente)
- Edifício de Apoio ao Campo de Desporto (Pólo 2 da Escola de Ciências da Vida e do Ambiente)
- Complexo Pedagógico (Pólo 1 da Escola de Ciências Humanas e Sociais)
- Edifício das Engenharias 2 (Pólo 2 da Escola de Ciências Humanas e Sociais)

Neste campus funciona também a Escola Superior de Saúde, escola de cariz politécnico, direcionada para a ministração do curso de Enfermagem. Em cada escola funcionam os respectivos departamentos, centros de investigação, distribuídos pelos vários edifícios. O Complexo Laboratorial alberga os departamentos de Ciências Veterinárias e de Genética e Biotecnologia, laboratórios de investigação, auditórios e salas de aulas.
Ainda neste campus localizam-se a Reitoria, a Biblioteca Central, os Serviços Académicos, a Cantina da Universidade, o Campo Desportivo, o Hospital Veterinário, a sede da AAUTAD (Associação de Alunos da Universidade de Trás-os-Montes e Alto Douro), a Nave de Desportos, o Museu de Geologia, o Centro Interpretativo do Jardim Botânico da UTAD, bem como vários gabinetes e serviços da Universidade.
Dispersos pela cidade estão as duas residências universitárias de Codessais e Além-Rio. O edifício da residência de Codessais alberga os Serviços de Ação Social da UTAD (SASUTAD).

## Ensino
A universidade acolhe, como unidades orgânicas, 5 escolas superiores, cada uma focada em diferentes áreas de conhecimento, sendo 4 destas de natureza universitária e 1 de natureza politécnica.
De acordo com a página oficial da universidade, "as escolas de natureza universitária são unidades orgânicas dirigidas à realização continuada das tarefas de ensino, de investigação, de transferência de ciência e de tecnologia, de difusão de cultura e de prestação de serviços especializados". São de natureza universitária:
- Escola de Ciências Agrárias e Veterinárias (ECAV)
- Escola de Ciências e Tecnologias (ECT)
- Escola de Ciências da Vida e do Ambiente (ECVA)
- Escola de Ciências Humanas e Sociais (ECHS)

Por sua vez, "as escolas de natureza politécnica são unidades orgânicas orientadas para a criação, transmissão e difusão da cultura e do saber de natureza profissional, através da articulação do estudo, do ensino, da investigação orientada e do desenvolvimento experimental ". É de natureza politécnica:
- Escola Superior de Saúde (ESS)

A universidade possui um leque variado de cursos (Pós-Bolonha) de formação de 1º ciclo (Licenciatura), 2º ciclo (Mestrado) e 3º ciclo (Doutoramento), que conduzem a aquisição de grau de Licenciado, Mestre e Doutor, respetivamente. Para o ano letivo de 2023/2024, estão previstos os seguintes cursos e respetivas propinas anuais:
| Licenciatura (697 €): - Animação Sociocultural - Bioengenharia - Biologia - Biologia e Geologia - Bioquímica - Ciências Biomédicas - Ciências da Comunicação - Ciências da Nutrição - Ciências do Ambiente - Ciências do Desporto - Comunicação e Multimédia - Cultura e Transformação Digital - Design Sustentável - Economia - Educação Básica - Enfermagem - Engenharia Agronómica - Engenharia Biomédica - Engenharia Civil - Engenharia e Biotecnologia Florestal - Engenharia e Gestão Industrial - Engenharia Eletrotécnica e de Computadores - Engenharia Física - Engenharia Informática - Engenharia Mecânica - Engenharia Zootécnica - Enologia - Genética e Biotecnologia - Gestão - Línguas e Relações Empresariais - Línguas, Literaturas e Culturas - Matemática Aplicada e Ciência de Dados - Psicologia - Reabilitação Psicomotora - Serviço Social - Teatro e Artes Performativas - Turismo | Mestrado Integrado ou de Continuidade (697 €): - Educação Pré-Escolar e Ensino do 1º Ciclo do Ensino Básico - Engenharia Eletrotécnica e de Computadores - Ensino de Educação Física nos Ensinos Básico e Secundário - Ensino de Informática - Ensino do 1º Ciclo do Ensino Básico e de Matemática e Ciências Naturais no 2º Ciclo do Ensino Básico - Ensino do 1º ciclo do Ensino Básico e de Português e História e Geografia de Portugal no 2º Ciclo do Ensino Básico - Ensino de Português e de Inglês no 3º Ciclo do Ensino Básico e no Ensino Secundário - Ensino de Biologia e Geologia no 3º Ciclo do Ensino Básico e no Ensino Secundário - Ensino de Física e Química no 3º Ciclo do Ensino Básico e no Ensino Secundário - Ensino de Matemática no 3º Ciclo do Ensino Básico e no Ensino Secundário - Ensino das Ciências Agropecuárias - Medicina Veterinária - Psicologia | Mestrado (1019 €): - Agroecologia e Agricultura de Precisão - Análise da Performance Desportiva - Arquitetura Paisagista - Assessoria Linguística e Revisão Textual - Bioinformática e Aplicações às Ciências da Vida - Biologia Clínica Laboratorial - Bioquímica - Biotecnologia para as Ciências da Saúde - Ciências da Comunicação - Ciências da Cultura - Ciências da Educação - Ciências do Desporto, especialização em Atividades de Academia - Ciências do Desporto, especialização em Avaliação e Prescrição na Atividade Física - Ciências do Desporto, especialização em Jogos Desportivos Coletivos - Ciências Económicas e Empresariais - Desporto de Natureza Sustentabilidade e Saúde - Enfermagem Comunitária - Enfermagem de Saúde Comunitária e de Saúde Pública - Enfermagem Médico-Cirúrgica - Engenharia Agronómica - Engenharia Alimentar - Engenharia Biomédica - Engenharia Civil - Engenharia do Ambiente - Engenharia e Ciência de Dados - Engenharia e Gestão Industrial - Engenharia Eletrotécnica e de Computadores - Engenharia Florestal - Engenharia Informática - Engenharia Informática e Tecnologia Web - Engenharia Mecânica - Engenharia Zootécnica - Enologia e Viticultura - Genética Molecular Comparativa e Tecnológica - Geociências Aplicadas - Gerontologia: Atividade Física e Saúde no Idoso - Gestão Empresarial - Gestão e Sustentabilidade em Turismo - Gestão dos Serviços de Saúde - Maneio e Gestão de Animais Selvagens em Cativeiro - Psicologia - Psicologia Clínica e da Saúde - Psicologia da Educação e do Desenvolvimento - Serviço Social - Sistemas de Informação Geográfica em Ciências Agronómicas e Florestais - Tecnologia Multimédia | Doutoramento (1250 €): - Ciência Animal - Ciências Agronómicas e Florestais - Ciências da Comunicação - Ciências da Cultura - Ciências da Educação - Ciências da Linguagem - Ciências do Desporto - Ciências Físicas Aplicadas - Ciências Químicas e Biológicas - Ciências Sociais e Envelhecimento - Ciências Veterinárias - Desenvolvimento, Sociedades e Territórios - Didática de Ciências e Tecnologia - Engenharia Eletrotécnica e de Computadores - Enologia e Viticultura - Estudos Literários - Genética Molecular Comparativa - Geologia - Informática - Programa Doutoral Internacional em One Health - Techagro – Tecnologias Emergentes Aplicadas aos Sistemas Agro-florestais |

## Departamentos e Investigação
A Escola de Ciências Humanas e Sociais incorpora em si os departamentos de Economia, Sociologia e Gestão (DESG), o departamento de Psicologia e Educação (DEP) e o departamento de Letras, Artes e Comunicação (DLAC). Destaca-se ainda o CETRAD (Centro de Estudos Transdisciplinares em Desenvolvimento) e o CEL (Centro de Estudos em Letras), que resulta da associação de duas instituições de gestão, uma principal, na UTAD, e uma secundária ou polo, na UÉvora.
A Escola de Ciências da Vida e do Ambiente integra os departamentos de Biologia e Ambiente, de Desporto Exercício e Saúde, de Genética e Biotecnologia, de Geologia e de Química. Destaca.se ainda o Centro de Química de Vila Real (CQ-VR), Centro de Genómica e Biotecnologia (IBB-Laboratório Associado), Centro de Investigação em Desporto, Saúde e Desenvolvimento Humano (CIDESD) e Centro de Investigação e Tecnologias Agroambientais e Biológicas (CITAB)
A Escola de Ciências Agrárias e Veterinárias incorpora os departamentos de Agronomia, de Ciências Florestais e Arquitetura Paisagista, de Ciências Veterinárias e de Zootecnia.
A Escola Superior de Enfermagem de Vila Real integra os departamentos de Enfermagem de Reabilitação e Medico-Cirúrgica, de Enfermagem de Saúde Materna e Infantil e de Enfermagem de Saúde Mental e Comunitária.

## Outras Unidades
- Centro de Acompanhamento do Treino e Excelência Desportiva (CATED)
- Centro de Engenharia de Reabilitação e Acessibilidade (CERTIC)
- Centro de Exploração e Gestão Agrárias (CEGA)
- Gabinete de Apoio à Inserção na Vida Ativa (GAIVA)
- Gabinete de Apoio a Projetos (GAP)
- Gabinete de Comunicação e Imagem (GCI)
- Gabinete de E-learning
- Gabinete de Formação (GForm)
- Gabinete de Gestão da Qualidade (GESQUA)
- Gabinete de Relações Internacionais e Mobilidade (GRIM)
- Hospital Veterinário
- Jardim Botânico da UTAD
- Laboratório de Ecologia Aplicada (LEA)
- Laboratório de Solos e Fertilidade
- Museu de Geologia
- Unidade de Apoio Técnico Manutenção e Segurança (UATMS)
- Unidade de Dislexia
- Unidade de Microscopia Electrónica (UME)